# 佛像圖彙
《佛像图汇》（日语：／ Butsuzou Zui）是日本江户时代绘制的佛教绘本集，作者为土佐秀信。出版于元禄三年（1690年），共五卷。
书中包含有各种佛像，从佛、菩萨到鬼神、曆神和习合神，也描绘了佛具和仪式法器，作为画家的参考书。它的内容有错误，尽管受到了各种批评，但在宽政4年（1792年）进行了增补和修订，并以《增补诸宗佛像图汇》（日语：増補諸宗仏像図彙）为名再版重印。署名为来自大阪的“土佐将曹紀秀信”，在初版的跋文中，他的署名是“指月軒義山”。

## 内容

### 第一卷
前言为讚偈：“稽首毗卢遮那佛，一切如来金刚身；廓周法界无边量，随方应现满虚空；能以一身为多身，后现多身一身相；有身有相权来化，非身非相是无为。”收录序言、引用的佛经以及全书目录。

### 第二卷
首页为傅大士像，收录九品阿弥陀佛、药师七佛、金刚界十六菩萨、二十五菩萨、七观音、三十三观音、十二地藏、五大明王以及其他法相。

### 第三卷
收录三十日秘佛、神道权现、童子、占星术（北斗七星、九曜、二十八宿、黄道十二宫）、十二天、四大天王以及护法神像。

### 第四卷
收录十二药叉大将、八大守护神、十三佛、五大虚空藏菩萨、十六罗汉、十大弟子以及其他法相。

### 第五卷
收录各宗派历代祖师法相，以及法器示意图。

## 合集
- 第一卷
- 第二卷
- 第三卷
- 第四卷
- 第五卷